# Native Nod
Native Nod waren eine Emocoreband aus New York, die Anfang der 1990er Jahre bestand.

## Geschichte
Die Band existierte nur eine kurze Zeit in den 1990er Jahren, obwohl ihr Einfluss auf folgende Emo- bzw. Screamobands trotzdem äußerst stark ist.
Bei epitronic heißt es zum Einfluss der Band:

“Native Nod was one of those pioneering bands from the early ’90s which helped define the anxious, inordinately sincere roaring hardcore sound soon known as ‚emo‘”

In der Zeit, in der die Band existierte, brachte sie drei EPs heraus mit zusammen nur neun Songs, die später von ihrem Label Gern Blandsten Records als Album Today Puberty, Tomorrow The World zusammengefasst und neu veröffentlicht wurden.
Nach der Auflösung spielten die Mitglieder der Band in einigen anderen Gruppen weiter, etwa The Van Pelt, The Lapse und Ted Leo and The Pharmacists.

## Stil
Ihr Stil ist geprägt von emotional gesungenen – teilweise sogar gesprochenen – Texten sowie eher geschrienen Textpassagen. Dazu kommen eine „nervös“ wirkende Gitarre und ein Bass sowie schnellere Schlagzeugrhythmen.
Die Band gilt sowohl als einflussreich in Bezug auf die in den 1990er Jahren entstehenden sogenannten Screamobands, als auch – so zumindest einige Meinungen – auf einige Bands, so vor allem Cap’n Jazz, deren Stil später mit Indierock-Emo umschrieben wurde.

## Diskografie

### EPs
- Answers, 7″ (Gern Blandsten Records)
- Bread, 7″ (Gern Blandsten Records)
- Lower GI Bleed, 7″ (Gern Blandsten Records)

### Alben
- Today Puberty, Tomorrow The World, CD (1996, Gern Blandsten Records)